# Baeksang Arts Award de Melhor Drama
O Baeksang Arts Award de Melhor Drama é um prêmio que foi concedido pela primeira vez, durante a cerimônia do Baeksang Arts Awards realizado em 1965 e desde então, premia os melhores dramas exibidos pela televisão sul-coreana até a data da cerimônia. 
Em 2013, A Wife's Credentials da JTBC, tornou-se a primeira produção da televisão a cabo sul-coreana a fazer partes dos indicados da categoria.  

## Vencedores e indicados
| † | Indica o vencedor |

### Década de 1970
| Ano               | Drama             | Título Original                   | Emissora |
| ----------------- | ----------------- | --------------------------------- | -------- |
| 1975 (11ª edição) | Chief Inspector † | 수사반장                          | MBC      |
| 1976 (12ª edição) | Tenacity †        | 집념                              | MBC      |
| 1977 (13ª edição) | The Pilgrimage †  | KBS무대 - 한국단편문학순례 시리즈 | KBS      |
| 1978 (14ª edição) | Couples †         | 부부                              | TBC      |
| 1979 (15ª edição) | June 25 Special † | 6.25                              | KBS      |
| 1980 (16ª edição) | Korean †          | 한국인                            | MBC      |

### Década de 1980
| Ano               | Drama                | Título Original | Emissora |
| ----------------- | -------------------- | --------------- | -------- |
| 1981 (17ª edição) | Eulhwa †             | 을화            | KBS      |
| 1982 (18ª edição) | The Statue †         | 등신불          | KBS      |
| 1983 (19ª edição) | Winds of Change †    | 풍운            | KBS      |
| 1984 (20ª edição) | The Raging Sea †     | 불타는 바다     | KBS      |
| 1984 (20ª edição) | Bestseller Theater † | 타인의 생애     | MBC      |
| 1985 (21ª edição) | Country Diaries †    | 전원일기        | MBC      |
| 1986 (22ª edição) | Grass †              | 억새풀          | MBC      |
| 1987 (23ª edição) | The Boil †           | 생인손          | MBC      |
| 1988 (24ª edição) | Love and Ambition †  | 사랑과 야망     | MBC      |
| 1989 (25ª edição) | Possessed Souls †    | 사로잡힌 영혼   | KBS      |

### Década de 1990
| Ano               | Drama                        | Título Original             | Emissora |
| ----------------- | ---------------------------- | --------------------------- | -------- |
| 1990 (26ª edição) | The Tree of Love †           | 사랑이 꽃피는 나무          | KBS      |
| 1991 (27ª edição) | The Second Republic †        | 제2공화국                   | MBC      |
| 1992 (28ª edição) | Eyes of Dawn †               | 여명의 눈동자               | MBC      |
| 1993 (29ª edição) | Wind in the Grass †          | 억새바람                    | MBC      |
| 1994 (30ª edição) | My Mother's Sea †            | 엄마의 바다                 | MBC      |
| 1995 (31ª edição) | Sandglass †                  | 모래시계                    | SBS      |
| 1996 (32ª edição) | Love Formula †               | 연애의 기초                 | MBC      |
| 1997 (33ª edição) | The Most Beautiful Goodbye † | 세상에서 가장 아름다운 이별 | MBC      |
| 1998 (34ª edição) | Snail †                      | 달팽이                      | SBS      |
| 1999 (35ª edição) | When Time Flows †            | 흐르는 것이 세월뿐이랴      | MBC      |

### Década de 2000
| Ano               | Drama                          | Título Original       | Emissora |
| ----------------- | ------------------------------ | --------------------- | -------- |
| 2000 (36ª edição) | Kuk-hee †                      | 국희                  | MBC      |
| 2001 (37ª edição) | Ajumma †                       | 아줌마                | MBC      |
| 2002 (38ª edição) | Piano †                        | 피아노                | SBS      |
| 2003 (39ª edição) | Ruler of Your Own World †      | 네 멋대로 해라        | MBC      |
| 2004 (40ª edição) | More Beautiful Than a Flower † | 꽃보다 아름다워       | KBS2     |
| 2005 (41ª edição) | I'm Sorry, I Love You †        | 미안하다, 사랑한다    | KBS2     |
| 2005 (41ª edição) | Bad Housewife                  | 불량주부              | SBS      |
| 2005 (41ª edição) | Be Strong, Geum-soon!          | 굳세어라 금순아       | MBC      |
| 2005 (41ª edição) | Immortal Admiral Yi Sun-sin    | 불멸의 이순신         | KBS2     |
| 2005 (41ª edição) | Ireland                        | 아일랜드              | MBC      |
| 2005 (41ª edição) | Lovers in Paris                | 파리의 연인           | SBS      |
| 2006 (42ª edição) | Land (Toji) †                  | 토지                  | KBS      |
| 2006 (42ª edição) | Fashion 70s                    | 패션 70s              | SBS      |
| 2006 (42ª edição) | Golden Apple                   | 황금사과              | KBS      |
| 2006 (42ª edição) | My Lovely Sam Soon             | 내 이름은 김삼순      | MBC      |
| 2006 (42ª edição) | My Rosy Life                   | 장밋빛 인생           | KBS      |
| 2007 (43ª edição) | Seoul 1945 †                   | 서울 1945             | KBS      |
| 2007 (43ª edição) | Alone in Love                  | 연애시대              | SBS      |
| 2007 (43ª edição) | Behind the White Tower         | 하얀 거탑             | MBC      |
| 2007 (43ª edição) | Hwang Jini                     | 황진이                | KBS      |
| 2007 (43ª edição) | Jumong                         | 삼한지-주몽 편        | MBC      |
| 2008 (44ª edição) | War of Money †                 | 쩐의 전쟁             | SBS      |
| 2008 (44ª edição) | Coffee Prince                  | 커피프린스 1호점      | MBC      |
| 2008 (44ª edição) | The Legend                     | 태왕사신기            | MBC      |
| 2008 (44ª edição) | Likeable or Not                | 미우나 고우나         | KBS      |
| 2008 (44ª edição) | My Husband's Woman             | 내 남자의 여자        | SBS      |
| 2009 (45ª edição) | Mom's Dead Upset †             | 엄마가 뿔났다         | KBS      |
| 2009 (45ª edição) | Beethoven Virus                | 베토벤 바이러스       | MBC      |
| 2009 (45ª edição) | Last Scandal]                  | 내 생애 마지막 스캔들 | MBC      |
| 2009 (45ª edição) | On Air                         | 온에어                | SBS      |
| 2009 (45ª edição) | Painter of the Wind            | 바람의 화원           | SBS      |

### Década de 2010
| Ano               | Drama                              | Título Original               | Emissora |
| ----------------- | ---------------------------------- | ----------------------------- | -------- |
| 2010 (46ª edição) | Iris †                             | 아이리스                      | KBS2     |
| 2010 (46ª edição) | Brilliant Legacy                   | 내조의 여왕                   | SBS      |
| 2010 (46ª edição) | Queen of Housewives                | 찬란한 유산                   | MBC      |
| 2010 (46ª edição) | Queen Seondeok                     | 선덕여왕                      | MBC      |
| 2010 (46ª edição) | The Slave Hunters                  | 추노                          | KBS2     |
| 2011 (47ª edição) | Secret Garden †                    | 시크릿 가든                   | SBS      |
| 2011 (47ª edição) | Dong Yi                            | 동이                          | MBC      |
| 2011 (47ª edição) | Gian                               | 자이언트                      | SBS      |
| 2011 (47ª edição) | Bread, Love and Dreams             | 제빵왕 김탁구                 | KBS2     |
| 2011 (47ª edição) | Sungkyunkwan Scandal               | 성균관 스캔들                 | KBS2     |
| 2012 (48ª edição) | Moon Embracing the Sun †           | 해를 품은 달                  | MBC      |
| 2012 (48ª edição) | Brain                              | 브레인                        | KBS2     |
| 2012 (48ª edição) | Deep Rooted Tree                   | 뿌리 깊은 나무                | SBS      |
| 2012 (48ª edição) | The Greatest Love                  | 최고의 사랑                   | MBC      |
| 2012 (48ª edição) | The Princess' Man                  | 공주의 남자                   | KBS2     |
| 2013 (49ª edição) | The Chaser †                       | 추적자 더 체이서              | SBS      |
| 2013 (49ª edição) | Lights and Shadows                 | 빛과 그림자                   | MBC      |
| 2013 (49ª edição) | My Husband Got a Family            | 넝쿨째 굴러온 당신            | KBS      |
| 2013 (49ª edição) | School 2013                        | 학교 2013                     | KBS      |
| 2013 (49ª edição) | A Wife's Credentials               | 아내의 자격                   | JTBC     |
| 2014 (50ª edição) | Good Doctor †                      | 굿 닥터                       | KBS2     |
| 2014 (50ª edição) | I Can Hear Your Voice              | 너의 목소리가 들려            | SBS      |
| 2014 (50ª edição) | My Love from the Star              | 별에서 온 그대                | SBS      |
| 2014 (50ª edição) | Reply 1994                         | 응답하라 1994                 | tvN      |
| 2014 (50ª edição) | Secret Affair                      | 밀회                          | JTBC     |
| 2015 (51ª edição) | Heard It Through the Grapevine †   | 풍문으로 들었소               | SBS      |
| 2015 (51ª edição) | Kill Me, Heal Me                   | 킬미, 힐미                    | MBC      |
| 2015 (51ª edição) | Misaeng: Incomplete Life           | 미생 - 아직 살아 있지 못한 자 | tvN      |
| 2015 (51ª edição) | Punch                              | 펀치                          | SBS      |
| 2015 (51ª edição) | Steal Heart                        | 유나의 거리                   | JTBC     |
| 2016 (52ª edição) | Signal †                           | 시그널                        | tvN      |
| 2016 (52ª edição) | Descendants of the Sun             | 태양의 후예                   | KBS      |
| 2016 (52ª edição) | Reply 1988                         | 응답하라                      | tvN      |
| 2016 (52ª edição) | She Was Pretty                     | 그녀는 예뻤다                 | MBC      |
| 2016 (52ª edição) | Six Flying Dragons                 | 육룡이 나르샤                 | SBS      |
| 2017 (53ª edição) | Dear My Friends †                  | 디어 마이 프렌즈              | tvN      |
| 2017 (53ª edição) | W                                  | 더블유                        | MBC      |
| 2017 (53ª edição) | Love in the Moonlight              | 구르미 그린 달빛              | KBS2     |
| 2017 (53ª edição) | Dr. Romantic                       | 낭만닥터 김사부               | SBS      |
| 2017 (53ª edição) | Guardian: The Lonely and Great God | 쓸쓸하고 찬란하神 – 도깨비    | tvN      |
| 2019 (54ª edição) | Mother †                           | 마더                          | tvN      |
| 2019 (54ª edição) | Misty                              | 미스티                        | JTBC     |
| 2019 (54ª edição) | Stranger                           | 비밀의 숲                     | tvN      |
| 2019 (54ª edição) | Fight for My Way                   | 쌈 마이웨이                   | KBS      |
| 2019 (54ª edição) | My Golden Life                     | 황금빛 내 인생                | KBS      |
| 2019 (55ª edição) | My Mister †                        | 나의 아저씨                   | tvN      |
| 2019 (55ª edição) | The Light in Your Eyes             | 눈이 부시게                   | JTBC     |
| 2019 (55ª edição) | Mr. Sunshine                       | 미스터 션샤인                 | tvN      |
| 2019 (55ª edição) | Children of Nobody                 | 붉은 달 푸른 해               | MBC      |
| 2019 (55ª edição) | Sky Castle                         | SKY 캐슬                      | JTBC     |

### Década de 2020
| Ano               | Drama                    | Título Original | Emissora |
| ----------------- | ------------------------ | --------------- | -------- |
| 2020 (56ª edição) | Hot Stove League †       | 스토브리그      | SBS      |
| 2020 (56ª edição) | Crash Landing on You     | 사랑의 불시착   | tvN      |
| 2020 (56ª edição) | Hyena                    | 하이에나        | SBS      |
| 2020 (56ª edição) | Kingdom                  | 킹덤            | Netflix  |
| 2020 (56ª edição) | When the Camellia Blooms | 동백꽃 필 무렵  | KBS2     |